# Watigny
Watigny är en kommun i departementet Aisne i regionen Hauts-de-France i norra Frankrike. Kommunen ligger  i kantonen Hirson som ligger i arrondissementet Vervins. År 2022 hade Watigny 359 invånare.

## Befolkningsutveckling
Antalet invånare i kommunen Watigny
Referens: INSEE